# 布格施瓦尔巴赫
布格施瓦尔巴赫是德国莱茵兰-普法尔茨州的一个市镇。总面积9.21平方公里，总人口1071人，其中男性542人，女性529人（2011年12月31日），人口密度116人/平方公里。